# 437 (tal)
437 är det naturliga heltal som följer 436 och följs av 438.

## Matematiska egenskaper
- 437 är ett udda tal.

## Inom vetenskapen
- 437 Rhodia, en asteroid.